# Pavel Srníček
Pavel Srníček (Ostrava, 10 marzo 1968 – Ostrava, 29 dicembre 2015) è stato un calciatore ceco, di ruolo portiere.

## Biografia
Il 20 dicembre 2015 viene colpito da arresto cardiaco mentre fa jogging vicino a casa ad Ostrava e dopo una settimana in coma farmacologico muore il 29 dicembre all'età di 47 anni.

## Carriera

### Club
Giunse in Inghilterra nel 1991 dopo essere cresciuto nella squadra della sua città natale.
Giocò alcune stagioni da titolare nel Newcastle, ma la competizione prima con Shaka Hislop, poi con Shay Given, divenuto titolare a partire dalla stagione 1997-1998, lo convinsero a cambiare aria e a trasferirsi (tornando così) alla squadra della sua città Natale ovvero il Banik Ostrava nel gennaio 1998.
Dopo 6 mesi fece ritorno nel paese nordico, questa volta allo Sheffield Wednesday.
Da questa squadra si trasferì in Italia, quando nel 2000 fu tesserato dal Brescia neopromosso in Serie A.
Giocò la prima stagione da titolare, ma le buone prestazioni del suo vice Luca Castellazzi durante la Coppa Intertoto sfiorata dalle rondinelle nella stagione successiva lo fecero tornare in panchina, e così, dopo altre due stagioni scarne di soddisfazioni (rimedia anche una retrocessione dalla Serie B alla Serie C1 con il Cosenza), tornò in Inghilterra e, nella stagione 2006-2007, nuovamente al Newcastle.
Il 16 maggio 2007, con l'arrivo di Sam Allardyce sulla panchina del Newcastle, gli è stato riferito che il suo contratto non sarebbe stato rinnovato.
Viene poi svincolato dalla squadra il 21 maggio 2007.

## Palmarès

### Club

#### Competizioni nazionali
- Coppa di Cecoslovacchia: 1

Banik Ostrava: 1990-1991
- First Division: 1

Newcastle: 1992-1993
- Segunda Liga: 1

Beira-Mar: 2005-2006

## Statistiche

### Cronologia presenze e reti in nazionale
| Cronologia completa delle presenze e delle reti in nazionale ― Rep. Ceca | Cronologia completa delle presenze e delle reti in nazionale ― Rep. Ceca | Cronologia completa delle presenze e delle reti in nazionale ― Rep. Ceca | Cronologia completa delle presenze e delle reti in nazionale ― Rep. Ceca | Cronologia completa delle presenze e delle reti in nazionale ― Rep. Ceca | Cronologia completa delle presenze e delle reti in nazionale ― Rep. Ceca | Cronologia completa delle presenze e delle reti in nazionale ― Rep. Ceca | Cronologia completa delle presenze e delle reti in nazionale ― Rep. Ceca |
| Data                                                                     | Città                                                                    | In casa                                                                  | Risultato                                                                | Ospiti                                                                   | Competizione                                                             | Reti                                                                     | Note                                                                     |
| ------------------------------------------------------------------------ | ------------------------------------------------------------------------ | ------------------------------------------------------------------------ | ------------------------------------------------------------------------ | ------------------------------------------------------------------------ | ------------------------------------------------------------------------ | ------------------------------------------------------------------------ | ------------------------------------------------------------------------ |
| 12-10-1994                                                               | Ta' Qali                                                                 | Malta                                                                    | 0 – 0                                                                    | Rep. Ceca                                                                | Qual. Euro 1996                                                          | -                                                                        |                                                                          |
| 16-11-1994                                                               | Rotterdam                                                                | Paesi Bassi                                                              | 0 – 0                                                                    | Rep. Ceca                                                                | Qual. Euro 1996                                                          | -                                                                        |                                                                          |
| 29-3-1995                                                                | Ostrava                                                                  | Rep. Ceca                                                                | 4 – 2                                                                    | Bielorussia                                                              | Qual. Euro 1996                                                          | -2                                                                       |                                                                          |
| 29-5-1996                                                                | Salisburgo                                                               | Austria                                                                  | 1 – 0                                                                    | Rep. Ceca                                                                | Amichevole                                                               | -1                                                                       |                                                                          |
| 18-9-1996                                                                | Teplice                                                                  | Rep. Ceca                                                                | 6 – 0                                                                    | Malta                                                                    | Qual. Mondiali 1998                                                      | -                                                                        |                                                                          |
| 9-10-1996                                                                | Praga                                                                    | Rep. Ceca                                                                | 0 – 0                                                                    | Spagna                                                                   | Qual. Mondiali 1998                                                      | -                                                                        |                                                                          |
| 10-11-1996                                                               | Belgrado                                                                 | Jugoslavia                                                               | 1 – 0                                                                    | Rep. Ceca                                                                | Qual. Mondiali 1998                                                      | -1                                                                       |                                                                          |
| 12-3-1997                                                                | Ostrava                                                                  | Rep. Ceca                                                                | 2 – 1                                                                    | Polonia                                                                  | Amichevole                                                               | -1                                                                       |                                                                          |
| 8-6-1997                                                                 | Valladolid                                                               | Spagna                                                                   | 1 – 0                                                                    | Rep. Ceca                                                                | Qual. Mondiali 1998                                                      | -1                                                                       |                                                                          |
| 20-8-1997                                                                | Teplice                                                                  | Rep. Ceca                                                                | 2 – 0                                                                    | Fær Øer                                                                  | Qual. Mondiali 1998                                                      | -                                                                        |                                                                          |
| 24-8-1997                                                                | Bratislava                                                               | Slovacchia                                                               | 2 – 1                                                                    | Rep. Ceca                                                                | Qual. Mondiali 1998                                                      | -2                                                                       |                                                                          |
| 6-9-1997                                                                 | Toftir                                                                   | Fær Øer                                                                  | 0 – 2                                                                    | Rep. Ceca                                                                | Qual. Mondiali 1998                                                      | -                                                                        |                                                                          |
| 24-9-1997                                                                | Ta' Qali                                                                 | Malta                                                                    | 0 – 1                                                                    | Rep. Ceca                                                                | Qual. Mondiali 1998                                                      | -                                                                        |                                                                          |
| 11-10-1997                                                               | Praga                                                                    | Rep. Ceca                                                                | 3 – 0                                                                    | Slovacchia                                                               | Qual. Mondiali 1998                                                      | -                                                                        |                                                                          |
| 13-12-1997                                                               | Riad                                                                     | Rep. Ceca                                                                | 2 – 2                                                                    | Sudafrica                                                                | Conf. Cup 1997 - 1º turno                                                | -2                                                                       |                                                                          |
| 15-12-1997                                                               | Riad                                                                     | Rep. Ceca                                                                | 1 – 2                                                                    | Uruguay                                                                  | Conf. Cup 1997 - 1º turno                                                | -2                                                                       |                                                                          |
| 17-12-1997                                                               | Riad                                                                     | Emirati Arabi Uniti                                                      | 1 – 6                                                                    | Rep. Ceca                                                                | Conf. Cup 1997 - 1º turno                                                | -1                                                                       |                                                                          |
| 19-12-1997                                                               | Riad                                                                     | Rep. Ceca                                                                | 0 – 2                                                                    | Brasile                                                                  | Conf. Cup 1997 - Semifinale                                              | -2                                                                       |                                                                          |
| 21-12-1997                                                               | Riad                                                                     | Rep. Ceca                                                                | 1 – 0                                                                    | Uruguay                                                                  | Conf. Cup 1997 - Finale 3º posto                                         | -                                                                        | [ 2 ]                                                                    |
| 9-2-1999                                                                 | Bruxelles                                                                | Belgio                                                                   | 0 – 1                                                                    | Rep. Ceca                                                                | Amichevole                                                               | -                                                                        | 20’                                                                      |
| 27-3-1999                                                                | Teplice                                                                  | Rep. Ceca                                                                | 2 – 0                                                                    | Lituania                                                                 | Qual. Euro 2000                                                          | -                                                                        |                                                                          |
| 31-3-1999                                                                | Glasgow                                                                  | Scozia                                                                   | 1 – 2                                                                    | Rep. Ceca                                                                | Qual. Euro 2000                                                          | -1                                                                       |                                                                          |
| 28-4-1999                                                                | Varsavia                                                                 | Polonia                                                                  | 2 – 1                                                                    | Rep. Ceca                                                                | Amichevole                                                               | -2                                                                       |                                                                          |
| 5-6-1999                                                                 | Tallinn                                                                  | Estonia                                                                  | 0 – 2                                                                    | Rep. Ceca                                                                | Qual. Euro 2000                                                          | -                                                                        |                                                                          |
| 9-6-1999                                                                 | Praga                                                                    | Rep. Ceca                                                                | 3 – 2                                                                    | Scozia                                                                   | Qual. Euro 2000                                                          | -2                                                                       |                                                                          |
| 4-9-1999                                                                 | Vilnius                                                                  | Lituania                                                                 | 0 – 4                                                                    | Rep. Ceca                                                                | Qual. Euro 2000                                                          | -                                                                        |                                                                          |
| 8-9-1999                                                                 | Teplice                                                                  | Rep. Ceca                                                                | 3 – 0                                                                    | Bosnia ed Erzegovina                                                     | Qual. Euro 2000                                                          | -                                                                        |                                                                          |
| 9-10-1999                                                                | Praga                                                                    | Rep. Ceca                                                                | 2 – 0                                                                    | Fær Øer                                                                  | Qual. Euro 2000                                                          | -                                                                        |                                                                          |
| 13-11-1999                                                               | Eindhoven                                                                | Paesi Bassi                                                              | 1 – 1                                                                    | Rep. Ceca                                                                | Amichevole                                                               | -1                                                                       |                                                                          |
| 26-4-2000                                                                | Praga                                                                    | Rep. Ceca                                                                | 4 – 1                                                                    | Israele                                                                  | Amichevole                                                               | -1                                                                       |                                                                          |
| 3-6-2000                                                                 | Norimberga                                                               | Germania                                                                 | 3 – 2                                                                    | Rep. Ceca                                                                | Amichevole                                                               | -3                                                                       |                                                                          |
| 11-6-2000                                                                | Amsterdam                                                                | Paesi Bassi                                                              | 1 – 0                                                                    | Rep. Ceca                                                                | Euro 2000 - 1º turno                                                     | -1                                                                       |                                                                          |
| 16-6-2000                                                                | Bruges                                                                   | Rep. Ceca                                                                | 1 – 2                                                                    | Francia                                                                  | Euro 2000 - 1º turno                                                     | -2                                                                       |                                                                          |
| 21-6-2000                                                                | Liegi                                                                    | Rep. Ceca                                                                | 2 – 0                                                                    | Danimarca                                                                | Euro 2000 - 1º turno                                                     | -                                                                        |                                                                          |
| 2-9-2000                                                                 | Sofia                                                                    | Bulgaria                                                                 | 0 – 1                                                                    | Rep. Ceca                                                                | Qual. Mondiali 2002                                                      | -                                                                        |                                                                          |
| 7-10-2000                                                                | Teplice                                                                  | Rep. Ceca                                                                | 4 – 0                                                                    | Islanda                                                                  | Qual. Mondiali 2002                                                      | -                                                                        |                                                                          |
| 11-10-2000                                                               | Ta' Qali                                                                 | Malta                                                                    | 0 – 0                                                                    | Rep. Ceca                                                                | Qual. Mondiali 2002                                                      | -                                                                        |                                                                          |
| 28-2-2001                                                                | Skopje                                                                   | Macedonia                                                                | 1 – 1                                                                    | Rep. Ceca                                                                | Amichevole                                                               | -1                                                                       | 46’                                                                      |
| 24-3-2001                                                                | Belfast                                                                  | Irlanda del Nord                                                         | 0 – 1                                                                    | Rep. Ceca                                                                | Qual. Mondiali 2002                                                      | -                                                                        |                                                                          |
| 28-3-2001                                                                | Praga                                                                    | Rep. Ceca                                                                | 0 – 0                                                                    | Danimarca                                                                | Qual. Mondiali 2002                                                      | -                                                                        |                                                                          |
| 25-4-2001                                                                | Praga                                                                    | Rep. Ceca                                                                | 1 – 1                                                                    | Belgio                                                                   | Amichevole                                                               | -1                                                                       | 75’                                                                      |
| 2-6-2001                                                                 | Copenaghen                                                               | Danimarca                                                                | 2 – 1                                                                    | Rep. Ceca                                                                | Qual. Mondiali 2002                                                      | -2                                                                       |                                                                          |
| 6-6-2001                                                                 | Teplice                                                                  | Rep. Ceca                                                                | 3 – 1                                                                    | Irlanda del Nord                                                         | Qual. Mondiali 2002                                                      | -1                                                                       |                                                                          |
| 15-8-2001                                                                | Drnovice                                                                 | Rep. Ceca                                                                | 5 – 0                                                                    | Corea del Sud                                                            | Amichevole                                                               | -                                                                        |                                                                          |
| 1-9-2001                                                                 | Reykjavík                                                                | Islanda                                                                  | 3 – 1                                                                    | Rep. Ceca                                                                | Qual. Mondiali 2002                                                      | -3                                                                       |                                                                          |
| 5-9-2001                                                                 | Teplice                                                                  | Rep. Ceca                                                                | 3 – 2                                                                    | Malta                                                                    | Qual. Mondiali 2002                                                      | -2                                                                       | cap.                                                                     |
| 6-10-2001                                                                | Praga                                                                    | Rep. Ceca                                                                | 6 – 0                                                                    | Bulgaria                                                                 | Qual. Mondiali 2002                                                      | -                                                                        |                                                                          |
| 10-11-2001                                                               | Bruxelles                                                                | Belgio                                                                   | 1 – 0                                                                    | Rep. Ceca                                                                | Qual. Mondiali 2002                                                      | -1                                                                       |                                                                          |
| 14-11-2001                                                               | Praga                                                                    | Rep. Ceca                                                                | 0 – 1                                                                    | Belgio                                                                   | Qual. Mondiali 2002                                                      | -1                                                                       |                                                                          |
| Totale                                                                   |                                                                          | Presenze                                                                 | 49                                                                       |                                                                          | Reti                                                                     | -40                                                                      |                                                                          |